# Rammstein (альбом)
Rammstein — сьомий безіменний студійний альбом німецького гурту Rammstein, який на цифрових платформах підписують як Rammstein було реалізовано на лейблі Universal Music 17 травня 2019 року. Це був перший альбом гурту за 10 років, від часу виходу Liebe ist für alle da (2009), а також перший альбом, продюсером якого виступив не Якоб Гелльнер.
В тизері до альбому було використано зображення Каховської площі в Херсоні. На місці декомунізованого радянського монументу зображено сірник (який пізніше з'явився на обкладинці альбому).

## Композиції
Автор музики і слів Rammstein. 
| Rammstein | Rammstein                      | Rammstein  |
| #         | Назва                          | Тривалість |
| --------- | ------------------------------ | ---------- |
| 1.        | «Deutschland» («Німеччина»)    | 5:23       |
| 2.        | «Radio» («Радіо»)              | 4:37       |
| 3.        | «Zeig dich» («Покажи себе»)    | 4:15       |
| 4.        | «Ausländer» («Іноземець»)      | 3:51       |
| 5.        | «Sex» («Секс»)                 | 3:56       |
| 6.        | «Puppe» («Лялька»)             | 4:33       |
| 7.        | «Was ich liebe» («Що я люблю») | 4:29       |
| 8.        | «Diamant» («Діамант»)          | 2:34       |
| 9.        | «Weit weg» («Далеко»)          | 4:20       |
| 10.       | «Tattoo» («Тату»)              | 4:11       |
| 11.       | «Hallomann» («Людина-привіт»)  | 4:11       |
| 46:20     |                                |            |

## Склад
- Тілль Ліндеманн
- Ріхард Круспе-Бернштайн
- Крістоф «Дум» Шнайдер
- Пауль Ландерс
- Крістіан «Флаке» Лоренц
- Олівер Рідель

## Чарти
| Чарт (2019)                                          | Найвища позиція |
| ---------------------------------------------------- | --------------- |
| Австралія Australian Albums (ARIA)                   | 5               |
| Австрія Austrian Albums (Ö3 Austria)                 | 1               |
| Бельгія Belgian Albums (Ultratop Flanders)           | 1               |
| Бельгія Belgian Albums (Ultratop Wallonia)           | 1               |
| Канада Canadian Albums (Billboard)                   | 5               |
| Чехія Czech Albums (ČNS IFPI)                        | 2               |
| Данія Danish Albums (Hitlisten)                      | 1               |
| Нідерланди Dutch Albums (MegaCharts)                 | 1               |
| Фінляндія Finnish Albums (Suomen virallinen lista)   | 1               |
| Франція French Albums (SNEP)                         | 1               |
| Німеччина German Albums (Offizielle Top 100)         | 1               |
| Greek Albums (IFPI Greece)                           | 4               |
| Угорщина Hungarian Albums (MAHASZ)                   | 2               |
| Ірландія Irish Albums (IRMA)                         | 11              |
| Італія Italian Albums (FIMI)                         | 5               |
| Японія Japanese Albums (Oricon)                      | 39              |
| Latvian Albums (LAIPA)                               | 2               |
| Lithuanian Albums (AGATA)                            | 4               |
| Mexican Albums (AMPROFON)                            | 3               |
| Нова Зеландія New Zealand Albums (Recorded Music NZ) | 18              |
| Норвегія Norwegian Albums (VG-lista)                 | 1               |
| Польща Polish Albums (ZPAV)                          | 1               |
| Португалія Portuguese Albums (AFP)                   | 1               |
| Шотландія Scottish Albums (OCC)                      | 2               |
| Іспанія Spanish Albums (PROMUSICAE)                  | 2               |
| Швеція Swedish Albums (Sverigetopplistan)            | 2               |
| Швейцарія Swiss Albums (Schweizer Hitparade)         | 1               |
| Велика Британія UK Albums (OCC)                      | 3               |
| Велика Британія UK Rock & Metal Albums (OCC)         | 1               |
| США Billboard 200                                    | 9               |
| США Top Hard Rock Albums (Billboard)                 | 1               |
| США Top Rock Albums (Billboard)                      | 2               |

| Чарт (2019)                        | Позиція |
| ---------------------------------- | ------- |
| Austrian Albums (Ö3 Austria)       | 1       |
| Belgian Albums (Ultratop Flanders) | 3       |
| Belgian Albums (Ultratop Wallonia) | 19      |
| Czech Albums (ČNS IFPI)            | 8       |
| Danish Albums (Hitlisten)          | 58      |
| Dutch Albums (Album Top 100)       | 17      |
| French Albums (SNEP)               | 57      |
| German Albums (Offizielle Top 100) | 1       |
| Icelandic Albums (Plötutíóindi)    | 38      |
| Polish Albums (ZPAV)               | 30      |
| Spanish Albums (PROMUSICAE)        | 63      |
| Swedish Albums (Sverigetopplistan) | 30      |
| Swiss Albums (Schweizer Hitparade) | 1       |
| US Top Rock Albums (Billboard)     | 97      |

| Чарт (2020)                        | Позиція |
| ---------------------------------- | ------- |
| Austrian Albums (Ö3 Austria)       | 46      |
| Belgian Albums (Ultratop Flanders) | 81      |
| Belgian Albums (Ultratop Wallonia) | 198     |
| German Albums (Offizielle Top 100) | 25      |
| Swiss Albums (Schweizer Hitparade) | 88      |

| Чарт (2021)                        | Позиція |
| ---------------------------------- | ------- |
| Austrian Albums (Ö3 Austria)       | 59      |
| German Albums (Offizielle Top 100) | 71      |

| Чарт (2022)                        | Позиція |
| ---------------------------------- | ------- |
| Austrian Albums (Ö3 Austria)       | 29      |
| Belgian Albums (Ultratop Flanders) | 94      |
| German Albums (Offizielle Top 100) | 30      |
| Swiss Albums (Schweizer Hitparade) | 92      |

| Чарт (2023)                        | Позиція |
| ---------------------------------- | ------- |
| German Albums (Offizielle Top 100) | 44      |

| Чарт (2010–2019)                   | Позиція |
| ---------------------------------- | ------- |
| German Albums (Offizielle Top 100) | 17      |

## Сертифікації
| Регіон                                                      | Сертифікація  | Продажі |
| ----------------------------------------------------------- | ------------- | ------- |
| Австрія (IFPI Austria)                                      | 2× Платиновий | 30 000  |
| Бельгія (BEA)                                               | Золотий       | 10 000  |
| Czech Republic (IFPI)                                       | Золотий       |         |
| Данія (IFPI Denmark)                                        | Платиновий    | 20 000  |
| Франція (SNEP)                                              | Платиновий    | 100 000 |
| Німеччина (BVMI)                                            | 3× Платиновий | 600 000 |
| Угорщина (Mahasz)                                           | 2× Платиновий | 8000    |
| Польща (ZPAV)                                               | 2× Платиновий | 40 000  |
| Швейцарія (IFPI Switzerland)                                | Платиновий    | 20 000  |
| Велика Британія (BPI)                                       | Срібний       | 60 000  |
| продажі+прослуховування, що базуються лише на сертифікаціях |               |         |